# روبرت هارتويل فيسك
روبرت هارتويل فيسك (بالإنجليزية: Robert Hartwell Fiske)‏ هو صحفي أمريكي، ولد في 5 مارس 1948، وتوفي في 25 أبريل 2016.